# Colingsworthviridae
Colingsworthviridae ist eine im März 2025 als Familie eingerichtete Gruppe von Viren mit Kopf-Schwanz-Aufbau vom Morphotyp B (Siphoviren).
Ihre Wirte sind Bakterien, was sie als Bakteriophagen klassifiziert.

## Beschreibung
Die Familie wurde als Ergebnis detaillierter genomischer, proteomischer und phylogenetischer Analysen vorgeschlagen und umfasst die  Phi-C31-ähnlichen Siphoviren der gemäßigten Zonen. Sie umfasst insbesondere das Phagencluster BB mit seinen Subclustern BB1 (Gattungen Lomovskayavirus und Sycamorevirus) und BB2 (Gattung Sebastisaurusvirus).

## Systematik
Die Systematik der Colingsworthviridae ist nach International Committee on Taxonomy of Viruses (ICTV), ergänzt um einige Vorschläge nach der Taxonomie des National Center for Biotechnology Information (NCBI) in Hochkommata mit Stand 1. April 2025 (MSL#40v1) wie folgt:
Familie Colingsworthviridae (Phi-C31-like temperate siphoviruses, inkl. Cluster BB)
- ohne zugewiesene Unterfamilie
  - Gattung Lomovskayavirus (früher Phic31virus, Phic3unalikevirus, PhiC31-ähnliche Viren, φC31-ähnliche Viren, im Subcluster BB1; 2 Spezies),[6] nicht-isometrisches Kapsid
    - Spezies Lomovskayavirus BT1 (Streptomyces-Virus phiBT1), mit Streptomyces-Phage phiBT1 alias Streptomyces-Phage φBT1, Bacteriophage phi-BT1[7]
    - Spezies Lomovskayavirus C31 (Streptomyces-Virus phiC31), mit Streptomyces-Phage phiC31 alias Streptomyces-Phage φC31, Bacteriophage phi-C31[8] (Modellorganismus)[9]
    - Spezies Lomovskayavirus shawty, mit Streptomyces-Phage Shawty

  - Gattung Sebastisaurusvirus (Subcluster BB2)
    - Spezies Sebastisaurusvirus heather, mit Streptomyces-Phage Heather
    - Spezies Sebastisaurusvirus remusloopin, mit Streptomyces-Phage RemusLoopin
    - Spezies Sebastisaurusvirus sebastisaurus, mit Streptomyces-Phage Sebastisaurus

  - Gattung Shadyvirus
    - Spezies Shadyvirus shady, mit Streptomyces-Phage Shady[10][A. 1]

  - Gattung Shaekyvirus
    - Spezies Shaekyvirus shaeky, mit Streptomyces-Phage Shaeky

  - Gattung Sycamorevirus
    - Spezies Sycamorevirus sycamore, mit Streptomyces-Phage Sycamore

  - Gattung Tigunavirus (abgetrennt von Lomovskayavirus, im Subcluster BB1)
    - Spezies Tigunavirus TG1, mit Streptomyces-Phage TG1

  - Gattung Vashvirus
    - Spezies Vashvirus euratis, mit Streptomyces-Phage Euratis
    - Spezies Vashvirus lilbooboo, mit Streptomyces-Phage Lilbooboo
    - Spezies Vashvirus vash, mit Streptomyces-Phage Vash

## Etymologie
Mit der Bezeichnung der Familie Colingsworthviridae wird der amerikanische Industriemikrobiologen Donald R. Colingsworth geehrt. Er hatte als erstes einen Streptomyces-Bakteriophagen isoliert; der Suffix ‚-viridae‘ kennzeichnet Virusfamilien.